# Lydia Avilova
Lydia Alexeïevna Avilova, née Strakhova (russe : Ли́дия Алексе́евна Ави́лова, 15 juin 1864 - 27 septembre 1943) est une écrivaine et mémorialiste russe, mieux connue pour son livre A.P. Chekhov in My Life, publié à titre posthume en 1947. 

## Biographie
Lydia Alekseyevna Strakhova est née dans le domaine de Klekotki, dans le gouvernement de Toula , dans l’Empire russe, dans une famille de la noblesse locale. Après avoir obtenu son diplôme d'un Gymnasium en 1882, elle travaille pendant un certain temps en tant que maîtresse d'école, avant de se marier en 1887 et de déménager de Moscou vers Saint-Pétersbourg où elle commence à écrire. Invitée fréquemment chez l'éditeur Sergeï Khudekov (le mari de sa sœur Nadezhda), elle est présentée à de nombreux auteurs de renom. En 1889, elle rencontra Anton Tchekhov et devient sa correspondante régulière dont elle reçoit régulièrement des conseils sur sa technique et son style littéraire, ainsi qu'une aide occasionnelle pour la publication de ses œuvres. 
En 1890, assistée d'Alexander Sheller (en), Avilova fait ses débuts en tant qu'autrice publiée avec une nouvelle intitulée « Две красоты » (Deux beautés). Dès lors, son travail commence à paraître régulièrement dans des périodiques tels que Sever (Nord), Detskoye Chteniye (Lecture pour enfants), Niva, Les Nouvelles russes, Le Fils de la Patrie ou encore, Novoye Slovo. En 1896, le premier recueil de récits d'Avilova, Stchastlivets i drugie rasskazy (L'homme chanceux et autres histoires) est publié, suivi deux ans plus tard par son premier roman Nasledniki (Les héritiers). Son deuxième roman, Deceit est publié par Le Messager de l'Europe en juillet 1901. 
En 1906, Avilova retourne à Moscou avec sa famille et publie au cours des dix années suivantes plusieurs ouvrages, notamment Vlast i drugie rasskazy (Le pouvoir et autres histoires, 1906) et Pervoe gore i drugie rasskazy (Le premier chagrin et autres histoires, 1913), dont la plupart traitent de la psychologie de l'enfance et des enfants et doit beaucoup à l'héritage de Tchekhov. En 1914, Avilova devient membre de la Société littéraire russe et rejoignit en 1918, l'Union des écrivains. En 1922, elle rend visite à sa fille malade en Tchécoslovaquie et se rapproche du cercle local d'émigrés russes, mais décide de retourner en Union soviétique en 1924.  « Là où il n'y a pas de Russie, je ne peux être moi-même », écrit-elle. En 1929, elle est élue membre honoraire de la société soviétique Tchekhov. 
Lydia Avilova meurt à Moscou le 27 septembre 1943. Elle est enterrée au cimetière Vagankovo, mais l'emplacement de sa tombe a été perdu depuis. L'intérêt pour l'héritage littéraire d'Avilova connaît un renouveau dans les années 1980, lorsque plusieurs de ses livres sont réédités en URSS. 

### Controverse sur ses mémoires

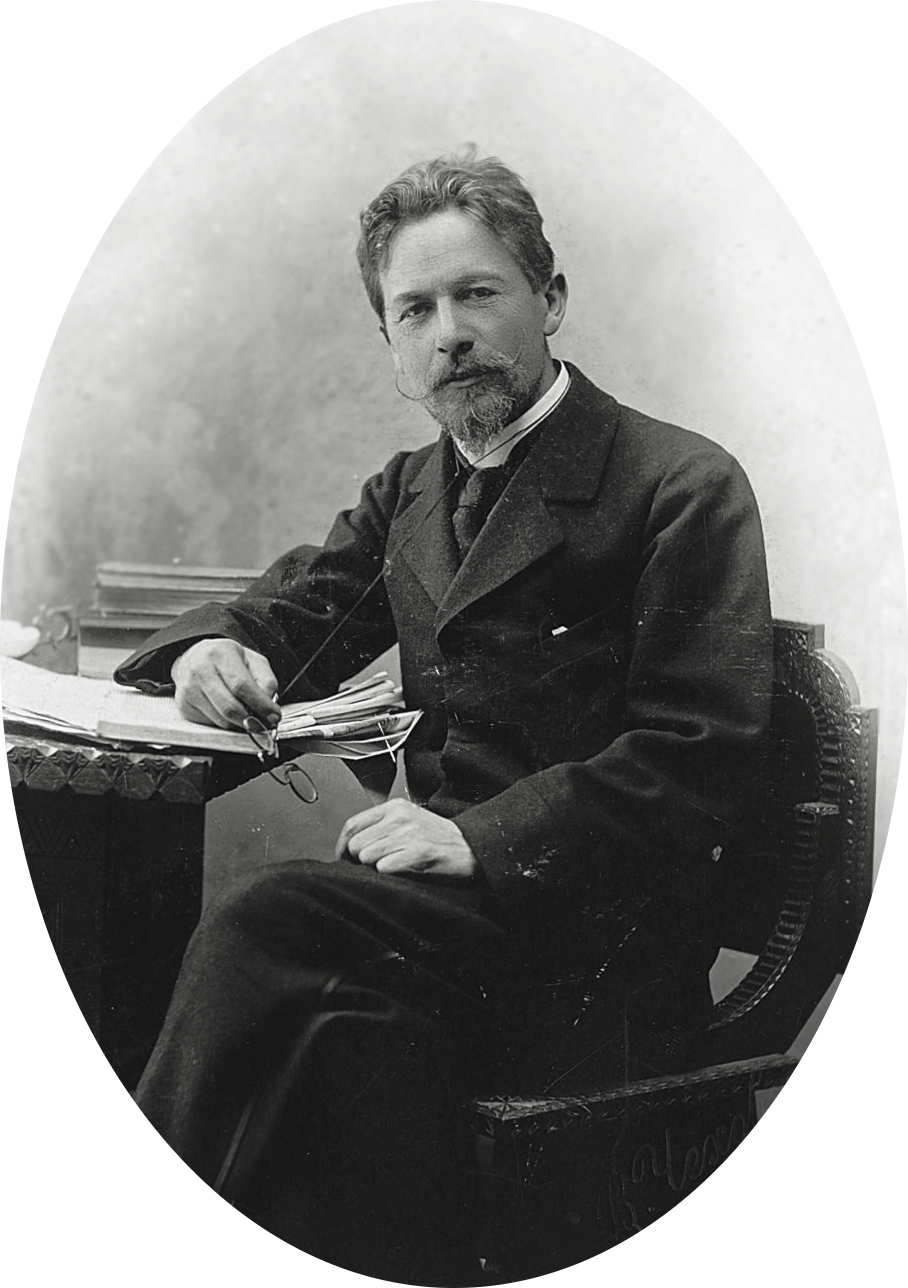
Tchekhov en 1889, année de sa première rencontre avec Avilova

Le dernier ouvrage d'Avilova, un livre de mémoires intitulé A.P. Chekhov in My Life (А.П. Чехов в моей жизни, à l'origine « L'histoire d'amour de ma vie », Роман моей жизни), achevé en 1939 et publié en 1947, est très controversé. Il est basé sur le principe que les deux « avaient eu une histoire d'amour secrète qui a duré une décennie et que personne n'était au courant ». Avilova affirme que la nouvelle De l'amour (1898) de Tchekhov est un commentaire à peine voilé sur leur relation secrète et que les deux en ont parlé dans leur correspondance, l'une de ses lettres (parmi celles qu'elle a détruites) est signée « Alyuokhin », qui est également le nom de la protagoniste de cette histoire,. Les chercheurs actuels, se basant sur les lettres de Tchekov aux autres femmes de sa vie mettent en doute cette relation. Il est, à cette époque, dans une relation avec l'actrice Lydia Yavorskaya. 
Maria Tchekhova réagit avec scepticisme à cette révélation : « Ces mémoires sont vivantes et excitantes, et nombre de ses propos sont sans aucun doute vrais... Lydia Alexeïevna semble être totalement sincère lorsqu'elle décrit ses sentiments envers Anton Pavlovich... Quand il s'agit de ses sentiments envers elle, les choses commencent à paraître un peu trop subjectives », écrit-elle dans son livre Mémoires, Du passé lointain. Ivan Bounine, par contre, n'a jamais douté de la sincérité d'Avilova. Il écrit : « Les mémoires d’Avilova, brillants, très émotionnels, écrits avec brio et avec beaucoup de tact, sont devenus une révélation pour moi. Je connaissais bien Lydia Alexeïevna, une femme douée avec un sens de l'humour rare, qui était également une personne très honnête et timide... Je n'ai jamais soupçonné cependant qu'ils aient eu ce genre de relation. ». 
Dans une de ses revues rétrospectives, faisant un portrait collectif de Tchekhov, Tolstoï et Gorki , Avilova écrit : « ...Quant à Tchekhov, je ne l'appellerais ni un grand homme ni un grand écrivain... C'était un auteur talentueux et sympathique, un homme intelligent et un personnage intrigant. Gorki : un écrivain brillant et un homme très original. Tolstoï : un grand écrivain, un grand penseur et un grand homme. Pensez à un talent qui traverse la personnalité, s'efforce de l'élever à son propre niveau, et c'est Tchekhov. Pensez à un talent et à une personnalité qui sont également forts et brillants ; s'exprimant de différentes manières, mais s'entrelaçant, se confondant. C'est Gorki. Mais quand le don littéraire et la personnalité sont non seulement grands et puissants, mais également parfaits, bien au-dessus de l'humanité et proches du niveau de Dieu, alors c'est Tolstoï. ».

## Dans la culture populaire
- Le court-métrage de Peter Sands tourné en 2008, Chasing Chekhov, avec Anna Simone Scott et Neil Dickson dans les rôles principaux, raconte son histoire avec Tchekhov[9].
- L'Admiratrice de Vitali Melnikov raconte l'histoire entre Tchékhov et Avilova avec Kirill Pirogov et Svetlana Ivanova dans les rôles principaux[10].